# نهر بشنوماتي

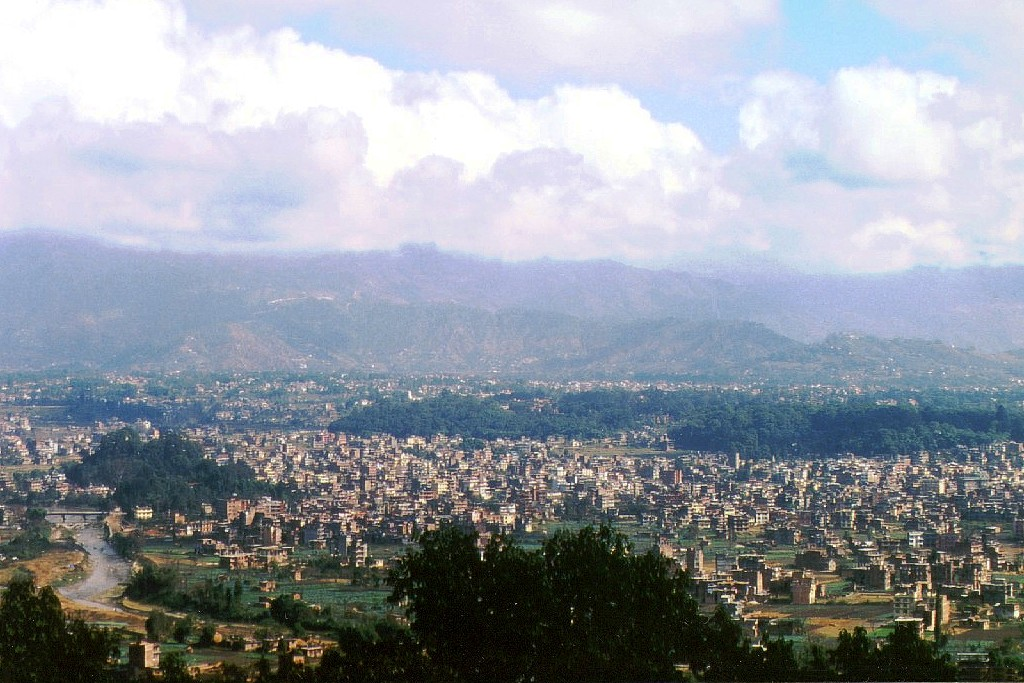
نهر بشنوماتي في وادي كاتماندو

نهر بشنوماتي أحد أنهار نيبال، يجري عبر المنطقة المعروفة بوادى كاتماندو شمال العاصمة كاتماندو، ويمر بالجزء الغربي من مدينة كاتماندو القديمة. النهر يعتبر من الأنهار المقدسة؛ فله أهمية دينية كبيرة لدى كل من البوذيين، والهندوس. اسم النهر بشنوماتى يعنى بلغات محلية عديدة «المحبوب من الرب (فيشنو)».
يُعتبر نهر بشنوماتي من الأنهار الهامة جداً بوادي كاتماندو؛ إذ هو يوفر ماء للشرب والزراعة والطقوس الدينية للمواطنين المحليين اللذين يعتبرونه من القيم الثقافية الغنية. لكن في العقود الأربعة الماضية إستُخدم النهر كموقع لرمي النفايات، وتم تغيير مجرى النهر؛ لذلك البيئة المحيطة بالنهر أصبحت تحتاج للتحسين وتطوير المساحات الخضراء.
فن العمارة الجنائزية الموجودة في وادي كاتماندو قبل 1500 سنة يُعتبر أَحد أفضل الأمثلة على العِمارة الحجر في شبه القارة الهندية، مثل مدينة باتان حالياً.